# ديودوني غنامانكو
ديودوني غنامانكو (مواليد سنة 1963) (بالفرنسية: Dieudonné Gnammankou)‏ هو مؤرخ ومترجم من بنين.

## سيرته
ولد غنامانكو سنة 1963 في بنين. درس في الاتحاد السوفياتي سابقا، وحصل على درجة من الجامعة الروسية لصداقة الشعوب في موسكو.
وترتكز أعمال غنامانكو على الدراسات الأفريقية وتاريخ الشتات الأفريقي.
في عام 1996، نشر سيرة ذاتية للرئيس العسكري الروسي أبرام بيتروفيتش غانيبال. وتزامنت الترجمة الروسية مع الذكرى السنوية الثانية من عام 1999 لميلاد الكاتب ألكسندر بوشكين حفيد غانيبال. وأثبت بحث غنامانكو، جنبا إلى جنب مع أبحاث هيو بارنز، بشكل قاطع أن غانيبال ولد في لوغون بيرني بوسط أفريقيا؛ في منطقة مجاورة لبحيرة تشاد، الكاميرون في الوقت الحاضر.